# Туманов, Кирилл Львович
Кири́лл Льво́вич Тума́нов (англ. Cyril Leo Toumanoff; 13 октября 1913, Санкт-Петербург — 4 февраля 1997, Рим) — американский специалист по истории Закавказья, закавказских аристократических родов.
Один из крупнейших западных специалистов по истории средневекового Кавказа.

## Биография
Кирилл Туманов родился в 1913 году в Санкт-Петербурге в семье офицера русской армии Льва Туманова. Его мать — русская дворянка Елизавета Жданова. Лев Туманов происходил из знатного армяно-грузинского рода Тумановых. После Октябрьской революции 1917 года Лев Туманов вывез семью в Астрахань, где проживали родители Елизаветы и где на тот момент существовало двоевластие. Астраханское казачье войско, во главе с войсковым атаманом И. А. Бирюковым, сделалось одним из очагов Белого движения. В городском Совете рабочих и солдатских депутатов преобладали большевики. Лев Туманов присоединился к Белой армии. А его супруга была расстреляна большевиками.
После поражения белых отец и сын Тумановы эмигрировали в Париж. В 1928 году Лев и Кирилл Тумановы переехали в США. Кирилл, по окончании колледжа Леннокс (Lennox), поступил в 1931 году в Гарвардский университет. Его преподавателями были известные востоковеды Джон Коддингтон и Роберт П. Блейк. Они профинансировали поездку талантливого юноши в Брюссель (где Кирилл изучал арменистику у Николая Адонца), а затем в Берлин (где он учил грузинский язык у Михаила Церетели). В те годы Кирилл Туманов перешёл в католичество, что вызвало конфликт с отцом. Лишь в 1943 году, на смертном одре, Лев Туманов простил сына.
С 1942 года вплоть до выхода на пенсию в 1970 году Кирилл Туманов работал в Джорджтаунском университете. В 1943 году защитил в Джорджтауне докторскую диссертацию. С 1970 года — почётный профессор истории Джорджтаунского университета. Сочинения Туманова стали в западной историографии базовым источником информации по генеалогии грузинской и армянской знати.
После отставки Туманов переехал в Рим, где работал историческим консультантом и вступил в Мальтийский орден. Кирилл Туманов умер в 1997 году в Риме, в возрасте 83 лет. Похоронен в часовне кладбища Кампо-Верано.